# 그누플롯
그누플롯(gnuplot)은 2차원이나 3차원 함수나 자료를 그래프로 그려 주는 명령행 응용 소프트웨어이다. 1986년에 처음 개발된 프리웨어이다. 현재는 리눅스, 유닉스, 윈도우 맥 OS 등 다양한 운영 체제에서 실행할 수 있는 버전이 개발되어 있다.
성능이 뛰어나기 때문에 학계 등에서 널리 쓰이고, 사용법을 해설한 웹페이지도 많다. 그리고 GNU 옥타브의 프론트 엔진으로도 쓰이고 있다.

## 예제
사용한 명령과 그 결과로 출력된 그림이다.

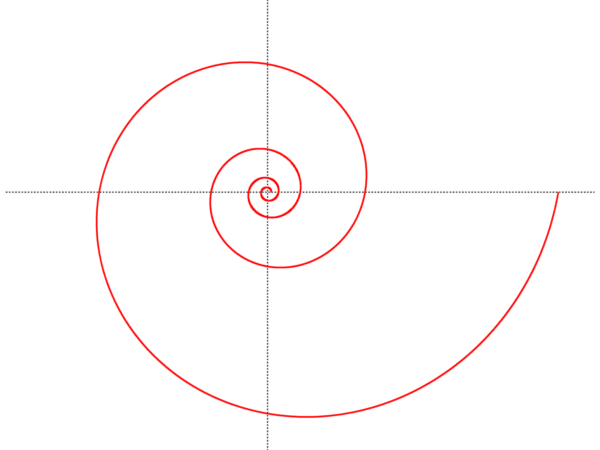
출력결과

```
# Output to png file:

set
 
terminal
 
png
 
small
 
color

set
 
output
 
"logarithmic_spiral.png"

# Same scale for both axes, half-size output:

set
 
size
 
ratio
 
-1
 
0.5
,
 
0.5

# More sample points to produce smoother picture:

set
 
samples
 
170

# Axes in the center, no tick marks:

set
 
zeroaxis

set
 
noxtics

set
 
noytics

set
 
no
border

set
 
polar

# set title "Logarithmic spiral (pitch 10 degrees)"

plot
 
[
-4
*
pi
:
4
*
pi
]
 
[
-8
:
10
]
 
[
-8
:
6
]
 
1.19
**
t
 
notitle

```

## 관련 소프트웨어
gnuplot을 쉽게 쓸 수 있도록 하는 GUI 프론트엔드 애플리케이션도 아래와 같이 여럿 나와 있다.
- Cueplot
- Xgfe
- Qgfe
- UnigPlot
- RubyPlot
- QPlot